# Эбботт, Джордж
Джордж Фрэ́нсис Э́бботт (25 июня 1887 — 31 января 1995) — американский продюсер, режиссёр, драматург, сценарист. Проявив интерес к драматургии во время учёбы в Рочестерском университете, Эббот изучал драматургию у Джорджа Пирса Бейкера из Гарвардского университета, который рассказал начинающему писателю, как отказаться от такого лишнего багажа, как мотивация и подтекст, и сосредоточиться на «практическом вопросе, как сделать шоу». И это было то, что Эббот делал лучше всего в течение следующих 80 лет: он создавал множество шоу, как актёр, сценарист и режиссёр.
Его дебют на Бродвее состоялся в 1913 году в спектакле «Нечестная дама». В период с 1913—1924 года Эбботт начал заниматься написанием пьес, добившись своего первого успеха в качестве соавтора (вместе с Джеймсом Глисоном) пьесы «Падший парень» 1925 года; он не возвращался к актёрской деятельности до возрождения спектакля «Кожа наших зубов» Торнтона Уайлдера в 1955 году. Самыми знаменитыми работами Эббота на сцене стали «Бродвей», «Трое на лошади», «Кокетка», «Приятель Джои», «Пижамная игра» и «Чёртовы янки»; в 1959 году был режиссёром и соавтором мюзикла «Фиорелло!», удостоенного Пулитцеровской премии. Отличительными чертами работы Эбботта на сцене были быстрый темп, экономичность и готовность дать начинающим артистам наилучшие возможности; среди тех, чья карьера получила толчок благодаря Эбботту, были Ван Джонсон, Бетти Филд, Кэрол Бернетт, Эди Адамс, Деси Арнас, Филлис Такстер, Гвен Вердон, Бетти Комден, Адольф Грин, Джером Роббинс и Леонард Бернстайн.
В 1930 году Эбботт работал над сценарием фильма «На Западном фронте без перемен», который получил две награды «Оскар» в номинациях «Лучший фильм» и «Лучший режиссёр»; примерно в то же время он снял ремейки двух фильмов Сесила Б. Демилля — «Непредумышленное убийство» (1930) и «Обман» (1931). В 1963 году 76-летний Эббот опубликовал свою автобиографию «Мистер Эббот». В 1965 году театр Адельфи в Манхэттене был переименован в театр Джорджа Эббота.
Перешагнув столетний рубеж, Эббот прекратил свою режиссёрскую деятельность всего за несколько месяцев до своей смерти в возрасте 106 лет. Он умер от инсульта 31 января 1995 года в возрасте 107 лет. Эббот получил почётные докторские степени от университетов Рочестера и Майами; был внесён в Зал славы индустрии развлечений Западного Нью-Йорка и Зал славы американского театра. В 1982 году получил премию Центра Кеннеди, а в 1990 году был награждён Национальной медалью США в области искусств.

## Ранние годы
Джордж Эббот родился 25 июня 1887 года в Форествилле, штат Нью-Йорк, у родителей Джорджа Беруэлла Эббота и Ханны Мэй Маклори. У Джорджа Эббота был родной брат Беруэлл Маклори Эббот и сестра Изабель. Позже семья Эббот переехала в город Саламанка, в котором отец Джорджа был дважды избран мэром, и в честь него было названо городское пожарное депо — Abbott Hose Company. Мама Эббота была членом «Общества Саламанки Саламагунди», местной литературной организации, посвящённой самосовершенствованию, изучению литературы и чтению статей на эти темы. В 1898 году его семья переехала в Шайенн, штат Вайоминг. В Шайенне Эббот поступил в военную академию Кирни, где проучился полтора года, а после этого его семья переехала в Гамбург, штат Нью-Йорк. В Гамбурге Эббот поступил в среднюю школу, где стал капитаном футбольной команды, а также занимался хоккеем, бейсболом и лёгкой атлетикой. Помимо спорта, Эббот участвовал в театральных постановках, и был признан «самым выдающимся актёром» школы. 
В 1908 году Эббот поступил в Рочестерский университет и продолжил заниматься футболом. На втором курсе Эббот вступил в драматический клуб, и исполнил главную роль в одной из постановок университета. В 1909 году Эббот решил, что хочет стать драматургом, и написал свою первую пьесу «Совершенно безобидный» для постановки в драматическом клубе университета. Главным героем был рассеянный профессор геологии, а сюжет представлял собой набор клише, заимствованных из фарс-комедий, которые были в моде в то время. Самая популярная ситуация в то время заключалась в том, чтобы найти повод переодеть мужчину в женскую одежду, а затем втянуть его в неловкие обстоятельства. «Возможно, я готовился к работе, которую мне предстояло выполнить много лет спустя — написанию книги „Где Чарли?“. В своё время „Совершенно безобидный“ имел успех у местной публики, и моя склонность к театру стала ещё более выраженной» — вспоминал Эббот. В 1911 году Эббот закончил университет и получил степень бакалавра искусств. Позже Эббот посещал Гарвардский университет, чтобы пройти курс по написанию пьес у Джорджа Пирса Бейкера. Профессор Бейкер был вдохновляющим человеком и направлял все мысли и энергию на практическое дело — как сделать шоу. Он постоянно повторял: «Добейтесь наибольшего эмоционального результата от данной сцены». Под руководством Бейкера Эббот написал маленькую трагедию о жизни на ферме, в которой сын бросает вызов отцу и принимает на себя порку лошади, чтобы защитить свою мать. Она называлась «Глава семьи», и была поставлена в Гарвардском драматическом клубе в 1912 году. Затем в течение года он работал автором, помощником и актёром в театре Бижу в Бостоне.

## Карьера
В 1913 году Эббот переехал жить в Нью-Йорк, и каждый день посещал различные кастинги, в надежде найти хоть какую-нибудь работу. Так в сентябре 1913 года он устроился актёром в Бродвейский театр Гудзон. Эббот дебютировал в пьесе Чарльза Годдарда и Пола Дикки «Нечестная дама» с Льюисом Стоуном в главной роли. Спектакль открылся 25 ноября в театре Фултон, и выдержав 183 представления, закрылся в мае 1914 года. 
Следующие два года были временем разочарований и неудач. Постепенно Эббот снизил свои стандарты. Он перестал искать новые роли в бродвейских шоу и начал искать любую работу — любую, лишь бы быть занятым, лишь бы заработать немного денег. Он играл в водевилях, ездил с глупым фарсом под названием «Какой-то малыш», играл роль раба в спектакле театральной школы Neighborhood Playhouse «Враги королевы» за зарплату в тридцать долларов в неделю. Много лет спустя, когда Эббот добился успеха на Бродвее, он встретил мисс Элис Льюисон, которая была его начальницей в Playhouse, и она рассказала случай, который Эббот не запомнил, но который звучит достаточно характерно. Однажды во время репетиции она спросила его, что он хочет делать в театре, и Эббот без колебаний ответил: «Писать, режиссировать и играть». Ей показалось очень забавным, что этот начинающий актёр говорит так уверенно — особенно потому, что позже он воплотил эти амбиции в жизнь. 
Играя уже в нескольких пьесах в Нью-Йорке, он начал писать сам; его первой успешной пьесой стала «Падший парень» (1925). Эббот приобрёл репутацию проницательного «доктора шоу». К нему часто обращались с просьбой провести изменения, когда шоу испытывало трудности на пробах или предварительных просмотрах перед премьерой на Бродвее.
Его первым хитом стал «Бродвей», написанный и поставленный в партнёрстве с Филипом Даннингом. Премьера спектакля состоялась 16 сентября 1926 года в театре Бродхерст и продлилась 603 представления. Он также работал в Голливуде в качестве сценариста и режиссёра, продолжая при этом заниматься театральной деятельностью.
К числу тех, кто работал с Эбботом в начале своей карьеры, относятся Деси Арнас, Джин Келли, Джун Хэвок, Бетти Комден, Адольф Грин, Леонард Бернстайн, Джул Стайн, Стивен Сондхайм, Элейн Стритч, Джон Кандер, Фред Эбб, Кэрол Бернетт и Лайза Минелли.
Переехал в Голливуд с приходом звукового кино, был соавтором сценария к фильму «На Западном фронте без перемен» (1930) и поставил несколько фильмов, обычно по своим сценариям.
В 1931 году вернулся в театр и поставил только два фильма, два из них экранизации театральных мюзиклов. Он также продюсировал фильмы, и среди его работ было много хитов. В 1963 году он опубликовал свою автобиографию «Мистер Эббот». В 1983 году в возрасте 95 лет поставил и был сопродюсером возрождения бродвейского мюзикла «На цыпочках». В 1993 году, в возрасте 105 лет принял участие в празднествах, посвященных 100-летию Бродвея, будучи единственным гостем старше юбиляра.

## Личная жизнь
Эббот был женат на Эдне Льюис с 1914 года до её смерти в 1930 году; у них был один ребёнок. Его второй жена была актриса Мэри Синклер. Их брак продлился с 1946 года до развода в 1951 году. У него был длительный роман с актрисой Морин Стэплтон с 1968 по 1978 год. Ей было 43, а ему 81, когда они начали свой роман, а через десять лет Эббот бросил её ради более молодой женщины. Его третьей женой была Джой Вальдеррама. Они были женаты с 1983 года до его смерти в 1995 году.
Эббот был энергичным человеком, который после своего 100-летия продолжал активно играть в гольф и танцевать.

## Последние годы
В возрасте 106 лет он вышел на сцену во время премьеры спектакля «Чёртовы янки» и получил бурные аплодисменты. Было слышно, как он сказал своему сопровождающему: «Здесь наверняка находится кто-то важный». Всего за тринадцать дней до своего 107-го дня рождения Эббот появился на 48-й церемонии вручения премии «Тони», выйдя на сцену вместе с коллегами по «Чёртовым янкам» Гвен Вердон и Джин Стэплтон. 

### Смерть
Он умер от инсульта 31 января 1995 года в своём доме на острове Сансет недалеко от Майами-Бич, штат Флорида, в возрасте 107 лет. В некрологе The New York Times говорилось: «Миссис Эббот сказала, что за полторы недели до смерти он прописывал правки ко второму акту „Пижамной игры“ с расчётом на возрождение, а также работал над возрождением „Чёртовых янки“». Он был кремирован на кладбище Woodlawn Park в Майами, прах забрала его жена.

## Признание и награды
В 1965 году театр Адельфи на 54-й улице в Манхэттене был переименован в театр Джорджа Эббота. Здание было снесено в 1970 году. В его честь также названа нью-йоркская улица George Abbott Way, участок Западной 45-й улицы к северо-западу от Таймс-сквер. В 1976 году Эббот получил почётные докторские степени от университетов Рочестера и Майами, а также медальон Генделя — награду, присуждаемую отдельным лицам за их вклад в интеллектуальную и культурную жизнь города Нью-Йорк. Эббот был внесён в Зал славы индустрии развлечений Западного Нью-Йорка и Зал славы американского театра. В 1982 году получил премию Центра Кеннеди, а в 1990 году был награждён Национальной медалью США в области искусств. 
| Год  | Награда                           | Категория                               | Результат | Прим.  |
| ---- | --------------------------------- | --------------------------------------- | --------- | ------ |
| 1930 | «Оскар»                           | Лучший адаптированный сценарий          | Номинация | [ 37 ] |
| 1955 | «Тони»                            | Лучший мюзикл                           | Победа    | [ 38 ] |
| 1956 | «Тони»                            | Лучший мюзикл                           | Победа    | [ 39 ] |
| 1957 | Boxoffice Magazine                | Лучший фильм месяца для всей семьи      | Победа    | [ 40 ] |
| 1958 | «Тони»                            | Лучший мюзикл                           | Номинация | [ 41 ] |
| 1958 | Гильдия сценаристов США           | Лучший написанный американский мюзикл   | Номинация | [ 42 ] |
| 1958 | Премия Гильдии режиссёров Америки | Лучшая режиссура — художественный фильм | Номинация | [ 43 ] |
| 1959 | Гильдия сценаристов США           | Лучший написанный американский мюзикл   | Номинация | [ 44 ] |
| 1960 | «Тони»                            | Лучший мюзикл                           | Победа    | [ 41 ] |
| 1960 | «Тони»                            | Лучшая постановка мюзикла               | Победа    | [ 41 ] |
| 1960 | Пулитцеровская премия             | Лучшая драма                            | Победа    | [ 41 ] |
| 1963 | «Тони»                            | Лучшая постановка пьесы                 | Номинация | [ 41 ] |
| 1963 | «Тони»                            | Лучшая постановка мюзикла               | Победа    | [ 41 ] |
| 1968 | «Тони»                            | Лучшая постановка мюзикла               | Номинация | [ 41 ] |

| Год  | Звание или награда              | Категория или учреждение                           |
| ---- | ------------------------------- | -------------------------------------------------- |
| 1976 | Почётный доктор                 | Рочестерский университет                           |
| 1976 | Почётный доктор                 | Университет Майами                                 |
| 1976 | Премия «Тони» Лоуренса Лангнера | За выдающиеся заслуги в жизни американского театра |
| 1982 | Премия Центра Кеннеди           | За вклад в развитие американской культуры          |
| 1983 | Драма Деск                      | Выдающийся режиссёр мюзикла                        |
| 1987 | Специальная премия «Тони»       | К 100-летию со дня рождения                        |

## Работы

### Фильмография
| Год  | Русское название               | Оригинальное название фильма   | Кто                           |
| ---- | ------------------------------ | ------------------------------ | ----------------------------- |
| 1918 | Самозванец                     | The Impostor                   | Режиссёр, актёр (Лэм)         |
| 1926 | Люби их и оставь их            | Love 'Em and Leave 'Em         | Сценарист                     |
| 1927 | Холмы опасности                | Hills of Peril                 | Автор пьесы                   |
| 1928 | Четыре стены                   | Four Walls                     | Автор пьесы, сценарист        |
| 1929 | Кокетка                        | Coquette                       | Автор пьесы                   |
| 1929 | Человек-карнавал               | The Carnival Man               | Режиссёр                      |
| 1929 | Бродвей                        | Broadway                       | Автор пьесы, сценарист        |
| 1929 | Подсвечники епископа           | The Bishop's Candlesticks      | Режиссёр                      |
| 1929 | Зачем об этом говорить?        | Why Bring That Up?             | Режиссёр, сценарист           |
| 1929 | Дитя субботнего вечера         | The Saturday Night Kid         | Автор пьесы                   |
| 1929 | Ночной парад                   | Night Parade                   | Автор пьесы                   |
| 1929 | Полпути к раю                  | Half Way to Heaven             | Режиссёр, сценарист           |
| 1930 | На Западном фронте без перемен | All Quiet on the Western Front | Сценарист                     |
| 1930 | Падший парень                  | The Fall Guy                   | Автор пьесы                   |
| 1930 | Непредумышленное убийство      | Manslaughter                   | Режиссёр, сценарист           |
| 1930 | Бог моря                       | The Sea God                    | Режиссёр, сценарист           |
| 1931 | Прыжок в пустоту               | The Leap into the Void         | Сценарист                     |
| 1931 | Украденные небеса              | Stolen Heaven                  | Режиссёр, сценарист           |
| 1931 | Неисправимый                   | The Incorrigible               | Автор пьесы                   |
| 1931 | Тени цирка                     | Sombras del circo              | Автор пьесы                   |
| 1931 | На полдороге к небу            | À mi-chemin du ciel            | Автор пьесы                   |
| 1931 | Секреты секретарши             | Secrets of a Secretary         | Режиссёр, сценарист           |
| 1931 | Мой грех                       | My Sin                         | Режиссёр, сценарист           |
| 1931 | Обман                          | The Cheat                      | Режиссёр                      |
| 1932 | На полпути к небесам           | Halvvägs till himlen           | Сценарист                     |
| 1932 | Те, кого мы любим              | Those We Love                  | Автор пьесы                   |
| 1933 | Лилли Тернер                   | Lilly Turner                   | Автор пьесы                   |
| 1934 | Зарница                        | Heat Lightning                 | Автор пьесы                   |
| 1934 | Прямой путь                    | Straight Is the Way            | Автор пьесы                   |
| 1936 | Трое на лошади                 | Three Men on a Horse           | Автор пьесы                   |
| 1939 | На пуантах                     | On Your Toes                   | Автор пьесы                   |
| 1940 | Слишком много девушек          | Too Many Girls                 | Режиссёр                      |
| 1940 | Парни из Сиракуз               | The Boys from Syracuse         | Автор пьесы                   |
| 1941 | Западное шоссе                 | Highway West                   | Автор пьесы                   |
| 1942 | Бродвей                        | Broadway                       | Автор пьесы                   |
| 1947 | Победить группу                | Beat the Band                  | Автор пьесы                   |
| 1957 | Пижамная игра                  | The Pajama Game                | Режиссёр, сценарист, продюсер |
| 1958 | Чёртовы янки                   | Damn Yankees                   | Режиссёр, сценарист, продюсер |

### Театр
- 1913: «Нечестная дама» (англ. The Misleading Lady) (актёр)
- 1915: «Йомены гвардии, или Весельчак и его девушка[англ.]» (англ. The Yeomen of the Guard) (актёр)
- 1918: «Отцы» (англ. Daddies) (актёр)
- 1920: «Сломанное крыло» (англ. The Broken Wing) (актёр)
- 1923: «Зендер Великий» (англ. Zander the Great) (актёр)
- 1924: «Ад, стремящийся к небесам[англ.]» (англ. Hell-Bent Fer) (актёр)
- 1925: «Падший парень» (англ. The Fall Guy) (автор пьесы)
- 1926: «Люби их и оставь их» (англ. Love 'em and Leave 'em) (автор пьесы, режиссёр)
- 1926: «Чикаго[англ.]» (англ. Chicago) (режиссёр)
- 1926: «Бродвей[англ.]» (англ. Broadway) (автор пьесы, режиссёр)
- 1927: «Кокетка» (англ. Coquette) (автор пьесы, режиссёр)
- 1928: «Джентльмены из прессы» (англ. Gentlemen of the Press) (режиссёр)
- 1932: «Лилли Тернер» (англ. Lilly Turner) (автор пьесы, режиссёр, продюсер)
- 1932: «Двадцатый век[англ.]» (англ. Twentieth Century) (режиссёр, продюсер)
- 1934: «Маленькое чудо[англ.]» (англ. Small Miracle) (режиссёр)
- 1935: «Трое на лошади[англ.]» (англ. Three Men on a Horse) (автор пьесы, режиссёр)
- 1935: «Джамбо[англ.]» (англ. Jumbo) (режиссёр)
- 1936: «На пуантах[англ.]» (англ. On Your Toes) (автор пьесы)
- 1937: «Гостиничная резиденция[англ.]» (англ. Room Service) (режиссёр, продюсер)
- 1937: «Тёмный сахар» (англ. Brown Sugar) (режиссёр, продюсер)
- 1938: «Парни из Сиракуз[англ.]» (англ. The Boys from Syracuse) (автор пьесы, режиссёр, продюсер)
- 1939: «Слишком много девушек[англ.]» (англ. Too Many Girls) (режиссёр, продюсер)
- 1940: «Приятель Джои» (англ. Pal Joey) (режиссёр, продюсер)
- 1940: «Непобеждённая[англ.]» (англ. The Unconquered) (режиссёр, продюсер)
- 1941: «Уверенным шагом[англ.]» (англ. Best Foot Forward) (режиссёр, продюсер)
- 1943: «Целуй и рассказывай[англ.]» (англ. Kiss and Tell) (режиссёр, продюсер)
- 1944: «Горное увлечение» (англ. A Highland Fling) (режиссёр, продюсер)
- 1944: «Увольнение в город[англ.]» (англ. On the Town) (режиссёр)
- 1945: «Ребёнок на миллиард долларов[англ.]» (англ. Billion Dollar Baby) (режиссёр)
- 1947: «Высокие ботинки на пуговицах» (англ. High Button Shoes) (режиссёр)
- 1948: «Где Чарли?[англ.]» (англ. Where's Charley?) (автор пьесы, режиссёр)
- 1949: «Мальчики миссис Гиббонс[англ.]» (англ. Mrs. Gibbons' Boys) (режиссёр, продюсер)
- 1950: «Зовите меня мадам[англ.]» (англ. Call Me Madam) (режиссёр)
- 1951: «Дерево растёт в Бруклине[англ.]» (англ. A Tree Grows in Brooklyn) (автор пьесы, режиссёр, продюсер)
- 1953: «Чудесный город» (англ. Wonderful Town) (режиссёр), «Я и Джульетта[англ.]» (англ. Me and Juliet) (режиссёр)
- 1954: «Пижамная игра» (англ. The Pajama Game) (автор пьесы, режиссёр)
- 1955: «Чёртовы янки» (англ. Damn Yankees) (автор пьесы, режиссёр)
- 1957: «Новая девушка в городе[англ.]» (англ. New Girl in Town) (автор пьесы, режиссёр)
- 1959: «Однажды на матраце» (англ. Once Upon a Mattress) (режиссёр)
- 1959: «Фиорелло![англ.]» (англ. Fiorello!) (автор пьесы, режиссёр)
- 1960: «Злачное место[англ.]» (англ. Tenderloin) (автор пьесы, режиссёр)
- 1962: «Забавная история, случившаяся по пути к форуму[англ.]» (англ. A Funny Thing Happened on the Way to the Forum) (режиссёр)
- 1962: «Никогда не бывает поздно[англ.]» (англ. Never Too Late) (режиссёр)
- 1964: «Исчезающая[англ.]» (англ. Fade Out – Fade In) (режиссёр)
- 1965: «Красная угроза Флоры[англ.]» (англ. Flora, The Red Menace) (автор пьесы, режиссёр)
- 1965: «Аня[англ.]» (англ. Anya) (автор пьесы, режиссёр)
- 1968: «Образование Х*А*Й*М*А*Н*А К*А*П*Л*А*Н*А[англ.]» (англ. The Education of H*Y*M*A*N K*A*P*L*A*N) (режиссёр)
- 1969: «Опадают листья инжира[англ.]» (англ. The Fig Leaves Are Falling) (режиссёр)
- 1970: «Норман, это ты?[англ.]» (англ. Norman, Is That You?) (режиссёр)
- 1976: «Музыка это[англ.]» (англ. Music Is) (автор пьесы, режиссёр)
- 1987: «Бродвей» (англ. Broadway) (возрождение, автор пьесы, режиссёр)
- 1994: «Чёртовы янки» (англ. Damn Yankees) (возрождение, автор пьесы, консультант, пересмотр сценария)